# روابط ایران و مصر
ایران و مصر دارای روابط تاریخی، فرهنگی و سیاسی بسیاری هستند.
رابطهٔ سیاسی این دو کشور تا پیش از انقلاب ایران در سال ۱۳۵۷ در بالاترین سطح قرار داشت. اما پس از انقلاب روابط این دو کشور پایین آمد. ایران در سال ۱۹۷۹ پس از استقبال انور سادات از محمدرضاشاه، پادشاه ایران که به دلیل انقلاب ۱۳۵۷ از ایران رفته بود و خمینی که از استقبال گرم انور سادات ناراحت شده بود روابط خود را با مصر قطع کرد. پس از انقلاب مصر (۲۰۱۱) دو کشور تلاش‌هایی را در جهت گسترش روابط آغاز کردند.
یکی از شروط مصر برای برقراری رابطه با ایران، بازگشت‌ و تغییر نام خیابان خالد اسلامبولی به وزرا است.

## روابط سیاسی

### دوران قاجار
به مجرد استقلال مصر از بریتانیا در سال ۱۹۲۲ ایران از نخستین کشورهایی بود که مصر را به رسمیت شناخت. ایران در زمان قاجار در مصر کنسولگری داشت و در زمان اعلام استقلال مصر، مشکل میان ایران با مصر، تجارت تنباکو بود. مصر وارد کننده تنباکو از ایران بود اما قوانینی دربارهٔ تنباکو وضع کرد که واردات تنباکو از ایران را تقریباً به صفر رساند و تجار ایرانی را دچار مشکل کرد. در ۱۹ دی ۱۳۰۱ (۹ ژانویه ۱۹۲۳) دولت قوام‌السلطنه از مجلس شورای ملی اجازه مذاکره با مصر برای عقد قرارداد تجاری خواست. به کنسولگری ایران در مصر نیز نمایندگی سیاسی افزوده شد. پس از تشکیل نخستین پارلمان در مصر، مجلس شورای ملی ایران در ۲۷ فروردین ۱۳۰۳ (۱۶ آوریل ۱۹۲۴) تلگراف تبریک فرستاد.

### دوران پهلوی

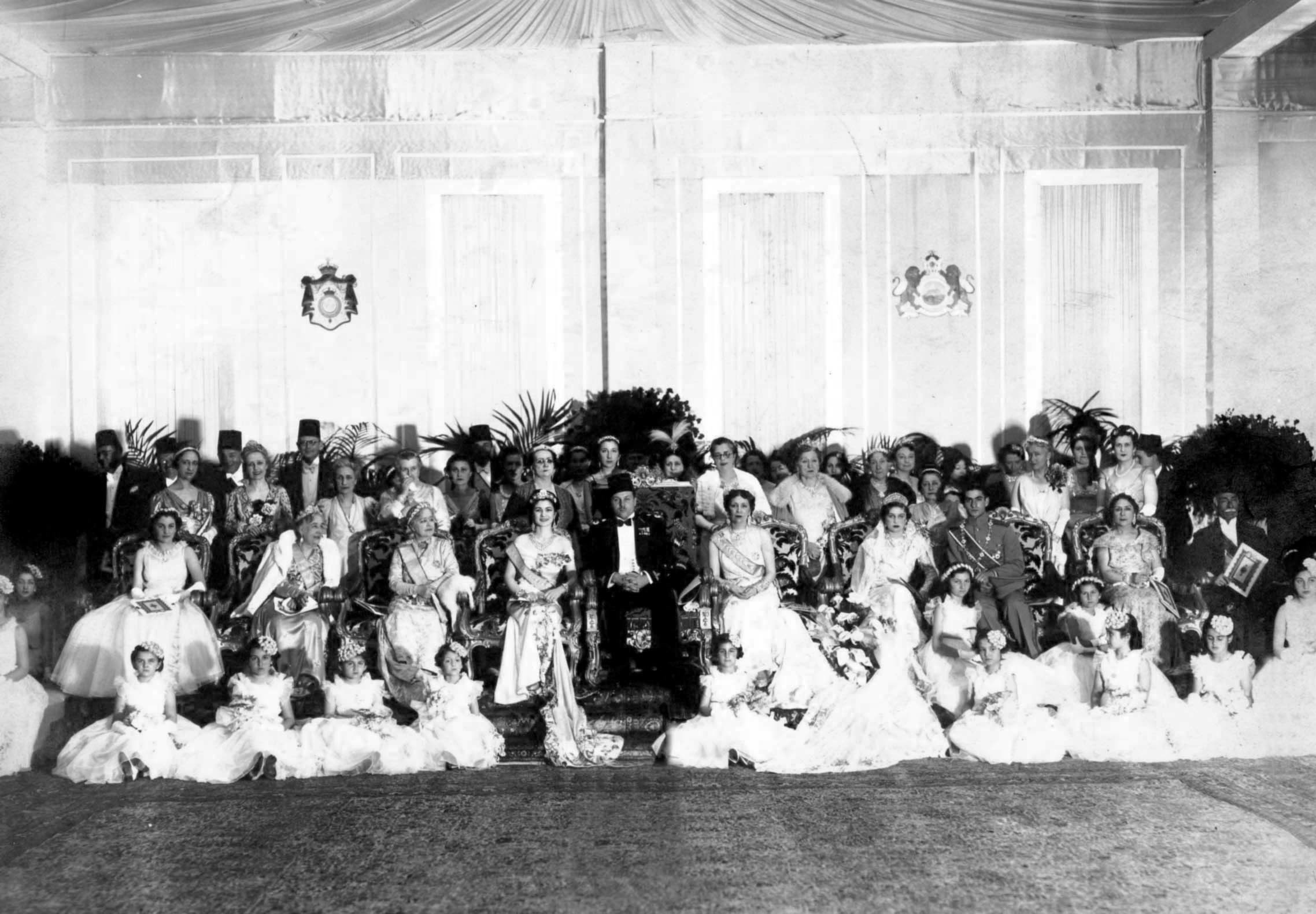
مجلس عروسی ملکه فوزیه و محمدرضا شاه پهلوی در کاخ عابدین، قاهره. عروسی دو عضو خانواده سلطنتی ایران و مصر، رویداد مهم و برجسته‌ای در روابط ایران و مصر بود.

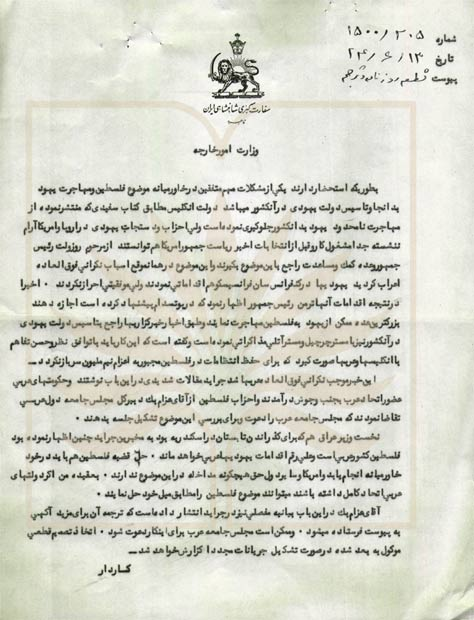
نامهٔ تاریخی کاردار نخست ایران در قاهره

ملکه فوزیه پهلوی نخستین همسر محمدرضا شاه پهلوی، خواهر ملک فاروق، پادشاه مصر و سودان، پیش از اعلام نظام جمهوری در آن کشور بود.
در ۳۱ شهریور ۱۳۳۹ مناسبات سیاسی ایران و مصر به‌طور کامل قطع شد. روز پیش از آن جمال عبدالناصر در پی نطق شدیدالحنی علیه حکومت محمدرضا پهلوی، دستور قطع رابطه سیاسی با تهران و اخراج سفیر ایران از مصر را داد. دلیل آن هم‌پیمانی محمدرضا شاه با اسرائیل بود. این روابط به مدت ۱۰ سال تا ۱۳۴۹ قطع بود. در زمان بیماری ناصر، انور سادات حکومت مصر را در دست گرفت و روابطه دوباره برقرار شد.
محمدرضا شاه پهلوی، پادشاه ایران و انور سادات، رئیس‌جمهور مصر در خارج از محدوده دیپلماتیک با یکدیگر دوستان صمیمی و نزدیک بودند. در طول جنگ یوم کیپور، محمدرضا شاه پهلوی به ارتش مصر در مقابل ارتش اسرائیل کمک کرد.

### جمهوری اسلامی
پس از پیروزی انقلاب ۱۳۵۷ محمدرضا شاه که از بیماری سرطان رنج می‌برد به دعوت انور سادات به مصر رفت و در آنجا درگذشت. انور سادات، سید روح‌الله خمینی را «ننگ دین اسلام» و یک «بیمار روانی» توصیف کرد و مراسم تدفین رسمی و باشکوهی را برای محمدرضا شاه پهلوی برگزار کرد و مسجد الرفاعی آرامگاه شخصیت‌هایی همچون رضا شاه و محمدرضا شاه پهلوی آخرین پادشاهان ایران شد. روابط ایران و مصر در سال ۱۳۵۸ خورشیدی و به دستور روح‌الله خمینی قطع شد.
در ۶ اکتبر ۱۹۸۱ (۱۴ مهر ۱۳۶۰) و در سالگرد جنگ رمضان در مصر، انور سادات در یک رژه نظامی به دست چهار اسلامگرای مصری عضو جهاد اسلامی مصر ترور شد. نظام جمهوری اسلامی ایران در استقبال از ترور انور سادات، خالد اسلامبولی، قاتل وی را یک شهید نامید و خیابان وزرای سابق در تهران را به نام وی نامگذاری کرده‌است.
در ایران انور سادات را خائن و خالد اسلامبولی را مورد تقدیر و ستایش قلمداد می‌کنند، تغییر نام خیابان وزرا به اسم او بر روابط ایران و مصر سایه افکند. برقراری رابطه ایران و مصر در سال ۱۳۸۲ فقط به برداشتن تابلو خیابان خالد اسلامبولی پیوند خورده بود. در آن موقع شهرداری زیر بار نرفت.
در زمان ریاست جمهوری محمد خاتمی، تلاش‌هایی در زمینه تغییر نام این خیابان صورت گرفت که ناکام ماند. در زمان فعالیت احمدی‌نژاد به عنوان شهردار تهران، شورای شهر وقت تهران تصمیم گرفت تا نام خیابان خالد اسلامبولی به انتفاضه تغییر یابد ولی این تصمیم اجرایی نشد.

#### جنگ ایران و عراق
دولت مصر یکی از حامیان سیاسی - نظامی عراق در جنگ علیه ایران بود.

#### ریاست جمهوری خاتمی
در زمان ریاست جمهوری محمد خاتمی، وی پس از ۲۰ سال قطع کامل روابط ایران با مصر، در ژنو با حُسنی مبارک رئیس‌جمهوری وقت مصر دیدار و گفتگو کرد. همچنین تلاش‌هایی در زمینه تغییر نام خیابان خالد اسلامبولی صورت گرفت که ناکام ماند.

#### ریاست در دوران ریاست احمدی‌نژاد
در اردیبهشت ۱۳۸۶ محمود احمدی‌نژاد رئیس‌جمهور ایران اعلام کرد که: «آماده هستیم تا اگر همین امروز دولت مصر اعلام آمادگی کند سفارتمان را در آن دایر کنیم».
در ۳۰ مارس ۲۰۰۹ میلادی، حُسنی مبارک رئیس‌جمهور مصر پس از اطلاع از دعوت محمود احمدی‌نژاد در نشست سالانهٔ سران اتحادیه عرب در شهر دوحه قطر، از حضور در آن خودداری کرد.

#### جنجال بر سر فیلم «اعدام فرعون» و «خمینی امام خون»
در تیر ۱۳۸۷ فیلم مستندی به نام اعدام فرعون که توسط عده‌ای از هواداران ستاد پاسداشت شهدای نهضت جهانی اسلام ساخته شده و از صدا و سیمای جمهوری اسلامی ایران پخش شد. در فیلم اعدام فرعون از انور سادات به‌خاطر آشتی با اسرائیل به عنوان یک خائن و از قاتل او در نقش یک قهرمان یاد شده‌است. دولت مصر به پخش این فیلم از تلویزیون ایران شدیداً اعتراض کرد و در واکنش دفتر شبکه عرب‌زبان العالم را که متعلق به صدا و سیمای جمهوری اسلامی است با دخالت پلیس قاهره پلمپ کرد. همچنین مسابقه دوستانه میان تیم ملی فوتبال ایران و تیم ملی فوتبال مصر نیز توسط مقامات مصری لغو شد.
دانشگاه الازهر که از مهم‌ترین مراکز علمی جهان اسلام محسوب می‌شود، نیز در اعتراض خواستار سوزاندن این فیلم شد. در همین زمینه، سخنگوی رسمی حزب ملی حاکم در مصر، از آغاز به کار یک پروژه تولید فیلم، به نام «خمینی امام خون» خبر داد. وی این فیلم را پاسخی مستقیم دولت مصر به توهین مقامات ایرانی، در تولید فیلم «اعدام فرعون» خواند.

##### سخنان رهبر ایران و واکنش مصری‌ها
سید علی خامنه‌ای رهبر جمهوری اسلامی ایران در خطبه‌های نماز جمعه تهران در ۴ فوریه ۲۰۱۱ میلادی، ناآرامی‌های مصر را «بیداری اسلامی» و حُسنی مبارک رئیس‌جمهور این کشور را «حُسنی نامبارک» و «نوکر آمریکا» خطاب کرد. وی در بخشی دیگر از سخنان خود ناآرامی‌های مصر را حرکتی اسلامی و آزادی‌خواهانه خواند.
احمد ابوالغیظ وزیر خارجه مصر در واکنش، سخنان علی خامنه‌ای را خصمانه و نفرت‌انگیز خواند و گفت که رهبر ایران از خطوط قرمز عبور کرده و امید ایران برای تأسیس حکومت اسلامی در مصر نشان می‌دهد که این کشور در خاورمیانه و شمال آفریقا به دنبال استیلا بر منطقه است. هم‌چنین اخوان‌المسلمین که اصلی‌ترین گروه سیاسی اسلام‌گرای مخالف دولت مصر است نیز در پاسخ به اظهارات رهبر ایران اعلام کرد که «قیام مردم مصر، شامل همه قشر های این کشور نظیر مسلمانان، مسیحیان و تمامی نگرش‌های سیاسی موجود در مصر است و یک انقلاب اسلامی نیست».

##### تظاهرات و حمله به ساختمان سفارت مصر
- در ۸ دسامبر ۲۰۰۸ میلادی، اعضای گروه موسوم به جنبش عدالت‌خواه دانشجویی، با برپایی تظاهراتی در برابر دفتر حافظ منافع مصر در تهران و در اعتراض به سیاست دولت مصر در مورد محاصره نوار غزه از سوی اسرائیل، شعارهایی علیه حسنی مبارک رئیس‌جمهور مصر و در حمایت از رهبران ایران سر دادند. در واکنش وزارت امور خارجه مصر با صدور بیانیه‌ای اعلام کرد که این وزارتخانه اعتراض خود را نسبت به تجمعات گاه به گاه نیروهای حکومتی در مقابل دفتر نمایندگی مصر در تهران را به اطلاع مسئول دفتر حافظ منافع ایران در قاهره رسانده‌است.[۲۴]
- در ۳۰ دسامبر ۲۰۰۸ میلادی و در چهارمین روز از نبرد اسرائیل و غزه ۲۰۰۸ - ۲۰۰۹ عده‌ای از دانشجویان بسیجی در برابر دفتر حفاظت منافع مصر در تهران دست به تظاهرات زدند و در نامه‌ای تهدیدآمیز به رئیس دفتر حفاظت منافع مصر در تهران، تا ۱ ژانویه ۲۰۰۹ میلادی فرصت دادند که در صورت باز نشدن مرز مصر با غزه خاک ایران را ترک کند.[۲۵][۲۶]

### پس از انقلاب مصر
مصر به ایران اجازه داد تا ناو جنگی خود را از کانال سوئز رد کند. محمد مرسی برای اجلاس غیرمتعهدها به ایران آمد و ایران را کشور دوست و برادر خواند.
مرسی در حاشیهٔ نشست در دیدار با احمدی‌نژاد گفت: احساس دوستی و برادری میان مردم ایران و مصر احساسی متقابل بوده و ما همواره از مواضع و حرکت روبه‌جلو و سازندهٔ ملت ایران در رشد و توسعه و پیشرفت تجلیل می‌کنیم. وی در پاسخ سخنان احمدی‌نژاد که مصر را شریک راهبردی ایران خوانده‌بود گفت: مصر نیز ایران را شریک راهبردی خود می‌داند.

## روابط فرهنگی-تاریخی
بسیاری از قاریان مصری بارها به ایران به مناسبت‌های گوناگون به ویژه در ماه‌های رمضان دعوت شده‌اند.

### مردم ایران و مصر
۱۳ گروه زبان و ادبیات فارسی در دانشگاه‌های مصر فعالیّت دارند.

### روابط مشاهیر ایران-مصر با یکدیگر
- ناصرخسرو شش سال در پایتخت فاطمیان یعنی قاهره اقامت کرد و در آنجا در دوران المستنصر بالله به مذهب اسماعیلی گروید و از مصر سه بار به زیارت کعبه رفت. او در سال ۴۴۴ قمری از طرف المستنصر بالله رهسپار خراسان شد.[۳۱]
- شریف نیشابوری که زادهٔ سال ۷۰۶ قمری (۱۳۰۷ یا ۱۳۰۶ میلادی) در نیشابور بود پس از سال‌ها تحصیل در شام تا آخر عمر در مصر اقامت گزید. شریف در سال ۷۷۶ هجری قمری(۱۳۷۵ یا ۱۳۷۴ میلادی) در قاهره درگذشت.[۳۲]
- محمدرضاشاه پهلوی پس از خروج از ایران در ۲۶ دی ۱۳۵۷ به مصر رفت و در اَسوان در ۳ فروردین ۱۳۵۹ مورد استقبال رسمی انور سادات رئیس‌جمهور مصر قرار گرفت.[۳۳] مدت کوتاهی پس از ورود وی به مصر پزشکان معالج طحال او را خارج کردند. سرطان او در وضع پیشرفته‌ای بود و پایان کار وی نزدیک بود. سرانجام در ساعت ۹:۴۵ دقیقه روز ۵ مرداد ۱۳۵۹ خورشیدی محمدرضا پهلوی در سن ۶۱ سالگی در قاهره درگذشت. بدن وی در مسجد الرفاعی پس از یک مراسم رسمی، خاکسپاری شد.[۳۴]

او در جوانی در ۱۵ مارس ۱۹۳۹ میلادی، در کاخ عابدین در شهر قاهره با فوزیه فؤاد ازدواج کرد و در ۲۹ ژوئیه ۱۹۸۰ میلادی، ۷ مرداد ۱۳۵۹ خورشیدی، مراسم تدفین‌اش در همان کاخ برگزار شد.
- شهریار شفیق، افسر ارشد نیروی دریایی ارتش شاهنشاهی ایران، زاده قاهره بود.
- آصف بیات (زاده ۱۳۳۳) پژوهشگر و نویسنده ایرانی و استاد جامعه‌شناسی دانشگاه لیدن هلند به مدت ۱۷ سال استاد دانشگاه آمریکایی قاهره (AUC) بوده‌است.
- گرجی عبادیا (زاده ۱۲۹۶ - درگذشته ۱۳۷۵) کارگردان، فیلم‌نامه‌نویس، تهیه‌کننده و بازیگر اهل ایران، زاده قاهره بود.
- عبدالمنعم سعید (زاده ۱۹۴۸) روزنامه‌نگار و سیاستمدار مصری، از جمله پراثرترین نویسندگان مصری دربارهٔ ایران است.